# I Think I’m Paranoid
«I Think I’m Paranoid» (с англ. — «Я думаю, я сошла с ума») ― песня, написанная, исполненная и спродюсированная Garbage, выпущенная вторым синглом с их второго альбома Version 2.0.
Песня была выпущена в июле 1998 года. «I Think I’m Paranoid» вошла в 10 лучших песен UK Singles Chart и Airplay charts, став также хитом в США в хит-параде Modern Rock Tracks журнала Billboard. «I Think I’m Paranoid» стала самым успешным хитом с альбома Version 2.0 в Италии, где она прозвучала в 30-секундном рекламном ролике Breil Watches и обширно транслировалась на MTV Italy.
В 2007 году «I Think I’m Paranoid» была переиздана и вошла в сборник лучших песен Absolute Garbage.

## Композиция и запись
Garbage начали работу над их вторым альбом под рабочим названием Sad Alcoholic Clowns в марте 1997 года.
Garbage завершили работу над альбомом в середине февраля 1998 года, альбом получил название Version 2.0.

## История песни
Garbage представили песню «I Think I’m Paranoid» 15 мая 1998 года на концерте в Ryan’s Ballroom.

## Выпуск
Акустическая версия песни, записанная групой Seattle для сборника рок-песен The End Sessions, Vol 2 была выпущена в ноябре 1999 года. «I Think I’m Paranoid» вошла в саундтрек игры Gran Turismo 2 PlayStation в 1999 году, а 8 лет спустя в Rock Band.
В мае 2001 года музыкальный издатель Helios Music Corporation подал иск к Garbage, издателю Rondor Music.

## Список композиций
| - UK cassette Mushroom MUSH35MCS - European CD single BMG 74321 57438 2 1. «I Think I’m Paranoid» — 3:37 2. «Deadwood» — 4:22 - Australia CD1 White MUSH01785.2 - UK CD1 Mushroom MUSH39CDS 1. «I Think I’m Paranoid» — 3:37 2. «Deadwood» — 4:22 3. «Afterglow» — 2:32 - Australia CD2 White MUSH01785.5 - UK CD2 Mushroom MUSH39CDSX 1. «I Think I’m Paranoid» — 3:37 2. «I Think I’m Crystalized (Extended edit)» — 7:39 3. «I Think I’m Paranoid (Purity mix) — Jill Stark» — 5:32 | - European CD maxi BMG 74321 57837 2 1. «I Think I’m Paranoid» — 3:37 2. «Deadwood» — 4:22 3. «Afterglow» — 2:32 4. «I Think I’m Crystalized (Extended edit)» — 7:39 - UK 3" CD Mushroom MUSH35CDSXXX 1. «I Think I’m Paranoid» — 3:37 2. «Deadwood» — 4:22 3. «Afterglow» — 2:32 4. «I Think I’m Crystalized (Radio edit)» — 4:30 5. «I Think I’m Paranoid (Purity mix) — Jill Stark» — 5:32 |

## Ремиксы
| Название песни                            | Длительность | Ремиксер/продюсер  | Выпуск песни |
| ----------------------------------------- | ------------ | ------------------ | ------------ |
| «I Think I’m Crystalized (Extended edit)» | 7:25         | The Crystal Method | Да           |
| «I Think I’m Crystalized (Radio edit)»    | 4:35         | The Crystal Method | Нет          |
| «I Think I’m Crystalized (Dub)»           | 5:18         | The Crystal Method | Нет          |
| «I Think I’m Paranoid (Purity mix)»       | 5:32         | Jill Stark         | Да           |

В 2007 году микс Crystal Method был переиздан и вошел в состав бонусного диска Absolute Garbage − Garbage Mixes.

## История издания
| Дата выпуска  | Территория     | Лейбл               | Формат                           |
| ------------- | -------------- | ------------------- | -------------------------------- |
| July 6, 1998  | Europe         | BMG                 | CD maxi, CD single               |
| July 6, 1998  | United Kingdom | Mushroom Records UK | 2×CD single set, cassette single |
| July 13, 1998 | United Kingdom | Mushroom Records UK | 3" CD                            |
| July 13, 1998 | United States  | Almo Sounds         | Airplay: Modern Rock             |
| July 27, 1998 | Australia      | White Records       | 2×CD single set                  |

## Хит-парады
| Хит-парад (1998)                           | Высшая позиция |
| ------------------------------------------ | -------------- |
| Australia (ARIA)                           | 57             |
| Бельгия/Фландрия (Ultratip Bubbling Under) | 17             |
| European Hot 100 (Billboard)               | 35             |
| European Hot 100 Airplay (Billboard)       | 25             |
| Франция (SNEP)                             | 80             |
| Германия (GfK)                             | 98             |
| Iceland (Íslenski Listinn Topp 40)         | 5              |
| Нидерланды (Single Top 100)                | 94             |
| Новая Зеландия (Recorded Music NZ)         | 19             |
| Spain Airplay (AFYVE)                      | 1              |
| Шотландия (OCC Scotland)                   | 7              |
| Великобритания (OCC UK Singles)            | 9              |
| Великобритания (OCC UK Indie)              | 2              |
| США (Billboard Radio Songs)                | 70             |
| США (Billboard Alternative Airplay)        | 6              |